# Toyosukiiri-hime
Toyosukiiri-hime était une figure mythologique japonaise et une princesse. Elle fut la première Saiō,

## Récit mythique
Amaterasu et Yamato Okunitama, l'esprit tutélaire de Yamato, étaient à l'origine vénérés dans la grande salle du palais impérial.
Une épidémie s'est déclarée pendant la 5e année de règne de l'Empereur Sujin, tuant la moitié de la population japonaise. L'année suivante, les paysans abandonnèrent leurs champs et la rébellion devint endémique. Pour soulager la souffrance de son peuple, l'Empereur se tourna vers les dieux. À cette époque, la déesse du soleil Amaterasu et le dieu Yamato-no-Okunitama (倭大国魂神) étaient tous deux vénérés à la Résidence Impériale. Sujin fut accablé de devoir cohabiter avec ces deux puissantes divinités et établit des sanctuaires séparés pour les abriter. Amaterasu fut déplacée au village de Kasanui (笠縫邑) dans la province de Yamato (Nara), où un autel Himorogi fut construit en pierre solide. Sujin confia la charge du nouveau sanctuaire à sa fille Toyosukiiri-hime, qui deviendrait la première Saiō, lui confiant le miroir et l'épée, qu'elle apporta au village de Kasanuhi.
Elle traversa de nombreux sanctuaires Moto-Ise tout au long de sa vie.
Sous le règne du fils et successeur de Sujin, Suinin, la garde des trésors sacrés a été transférée de Toyosukiirihime à la fille de Suinin, Yamatohime-no-mikoto (en), qui les emmena d'abord à Sasahata in Uda, à l'est de Miwa. Dirigeant d'abord sa route vers le nord en direction de la province d'Ōmi, elle prit ensuite la direction de l'est jusqu'à atteindre la province de Mino, avant de se diriger vers le sud jusqu'à la province d'Ise, où elle reçut une révélation d'Amaterasu :

« À ce moment, Ama-terasu no Oho-kami donna des instructions à Yamato-hime no Mikoto, disant : — « La province d'Ise, du vent divin, est la terre où arrivent les vagues du monde éternel, les vagues successives. C'est une terre isolée et agréable. Dans cette terre, je souhaite demeurer. » En conséquence, suivant les instructions de la Grande Déesse, un sanctuaire lui fut érigé dans la Province d'Ise. Par conséquent, un Palais d'Abstinence fut construit à Kaha-kami à Isuzu. Il fut appelé le palais d'Iso. C'est là que Amaterasu no Oho-kami est descendue du Ciel pour la première fois. »

Ce récit constitue le mythe fondateur du sanctuaire d'Ise.

## Voir également
- Ōmiwa-jinja
- Clan Miwa
- Hotsuma tsutae